# إيفار غيلميودن
إيفار غيلميودن هو مدرس وسياسي نرويجي، ولد في 8 أبريل 1819 في تروندهايم في النرويج، وتوفي في 21 مايو 1875 في برغن في النرويج.

## مناصب
- انتخب عضو برلمان النرويج  [لغات أخرى]‏ عن دائرة Bergen ‏ خلال فترته النيابية ‏ (1874 – 1876).
- انتخب عضو برلمان النرويج  [لغات أخرى]‏ عن دائرة Bergen ‏ خلال فترته النيابية ‏ (1871 – 1873).
- انتخب عضو برلمان النرويج  [لغات أخرى]‏ عن دائرة Bergen ‏ خلال فترته النيابية ‏ (1868 – 1870).
- انتخب عضو برلمان النرويج  [لغات أخرى]‏ عن دائرة Bergen ‏ خلال فترته النيابية ‏ (1865 – 1867).
- انتخب عمدة هالدن ‏ (1859 – 1862).
- انتخب mayor of Bergen ‏ (1873 – 1875).
- انتخب mayor of Bergen ‏ (1867 – 1868).
- انتخب عضو برلمان النرويج  [لغات أخرى]‏ عن دائرة Fredrikshald  [لغات أخرى]‏ خلال فترته النيابية ‏ (1857 – 1858).